# Mários Dimitriádis
Mários Dimitriádis (grec moderne : Μάριος Δημητριάδης), né le 27 août 1971 à Paphos, est un homme politique chypriote. Il est ministre des Transports, des Communications et des Travaux entre 2014 et 2018